# Museo Paleontológico de Villa de Leyva
Museo Paleontológico de Villa de Leyva es un museo paleontológico en Colombia, ubicado en el municipio boyacense de Villa de Leyva. Hace parte del conjunto de museos de la Universidad Nacional de Colombia adjunto a la Facultad de Ciencias sede Bogotá.
El Museo Paleontológico de Villa de Leyva es centro de referencia académico, docente, histórico y de divulgación, mediante la exhibición de parte del patrimonio pasado y presente de Colombia, pero especialmente de la región de Villa de Leyva. Este municipio de Boyacá,  constituye una de las áreas geográficas de mayor interés geológico y paleontológico del mundo con un alto contenido fósiles.
La exhibición que tiene como fin la reconstrucción geólogica y natural del territorio, busca la preservación y concientización del patrimonio, mediante la difusión y generación de conocimiento e importancia del mismo. Entre los ejemplares exhibidos se encuentran invertebrados como gasterópodos, bivalvos, equinoideos y crinoideos, además de vertebrados, donde se incluyen peces óseos y reptiles marinos encontrados en la zona.
El Museo Paleontológico de Villa de Leyva es el primer museo de Colombia en inaugurar un jardín paleontológico interactivo dentro de sus predios aledaños. En el paleojardín, se encuentran un total de 87 especies de plantas que forman parte de la señalización del recorrido y que se pueden apreciar a través de la realidad aumentada.
Las especies encontradas crecen a nivel local, regional y nacional, muchas de ellas nativas y algunas en peligro de extinción, esta colección presentada se enmarca dentro de propósitos de educación, investigación científica y conservación.

## Historia

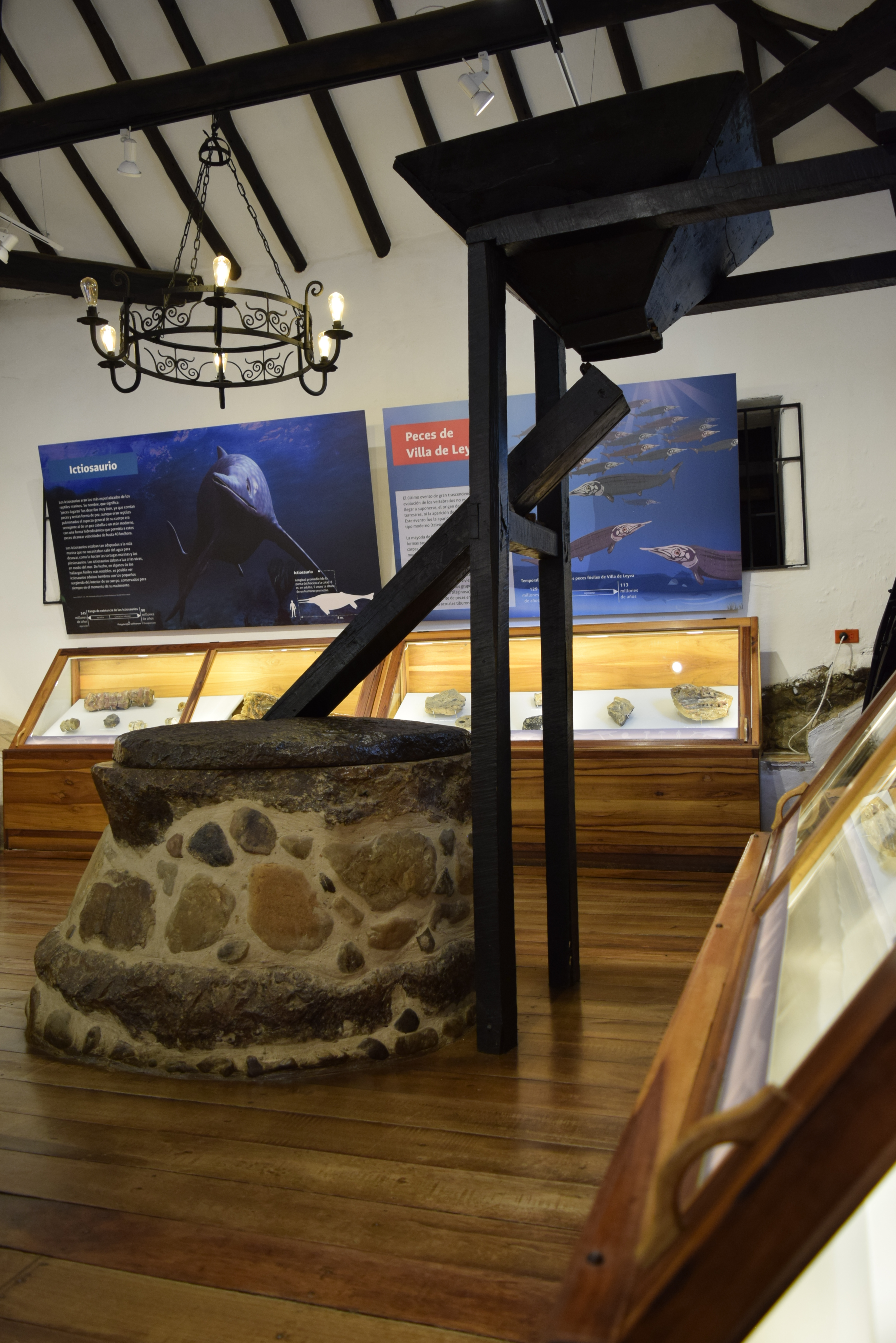
Molino de La Osada

Para dar lugar a la instalación de un museo paleontológico, el Departamento de Boyacá por ordenanza 35 de diciembre de 1967, se comprometió a ceder un terreno de propiedad del departamento al municipio de Villa de Leyva. En cumplimiento de dicha disposición el 11 de septiembre de 1968, la Gobernación de Boyacá hizo entrega a Villa de Leyva del inmueble denominado "Molino de Osada".
El 2 de mayo de 1970, se hizo entrega al profesor padre Gustavo Huertas González, asociado al Instituto de Ciencias Naturales, del "Molino de Osada" Joya arquitectónica del siglo XVII, y se comprometió ante el municipio a organizar el museo.
El profesor Huertas, conocedor de la paleo-flora y paleo-fauna de la región, con el apoyo científico y administrativo de la Universidad Nacional de Colombia y el apoyo económico de la Corporación Nacional de Turismo, el Banco de la República, el Banco Central Hipotecario y el Banco Cafetero, inauguró el Museo Paleontológico el 12 de junio de 1972. En 1978, con la asistencia del entonces presidente Misael Pastrana Borrero se le otorgó una rectificación de estabilidad por 50 años prorrogables. Desde entonces la Universidad Nacional ha estado trabajando en diversos proyectos de investigación y abriendo las puertas del museo al público con el fin de fomentar el conocimiento paleontológico nacional y la concienciación de la importancia del registro fósil de Villa de Leyva.
La región es una de las áreas geográficas de mayor interés nacional por su historia geológica, paleontológica y cultural, evidenciada en yacimientos de rocas marinas del periodo Cretácico, con alto contenido de fósiles y cambios en el uso del territorio por los grupos humanos históricos y actuales. El museo es un espacio académico de investigación y divulgación del patrimonio natural y cultural, que sirve de apoyo institucional al quehacer científico de las geociencias y la vinculación de sus resultados al público en general, mediante la conservación y exhibición de testimonios materiales sobre el medio ambiente, la sociedad y su transformación física y sociocultural; con propósitos de estudio, educación y recreación. 
Los estudios paleontológicos en Colombia presentan avances en el conocimiento sobre el devenir histórico mediombiental colombiano, que son divulgados en publicaciones especializadas del ámbito nacional e internacional. No obstante los objetivos y propósitos científicos válidos y reconocidos académicamente, no son suficientes para conservar el patrimonio material y dar respuesta a las necesidades cotidianas de la gente que está vinculada a la existencia de estas zonas con potencial paleontológico.

## Colecciones

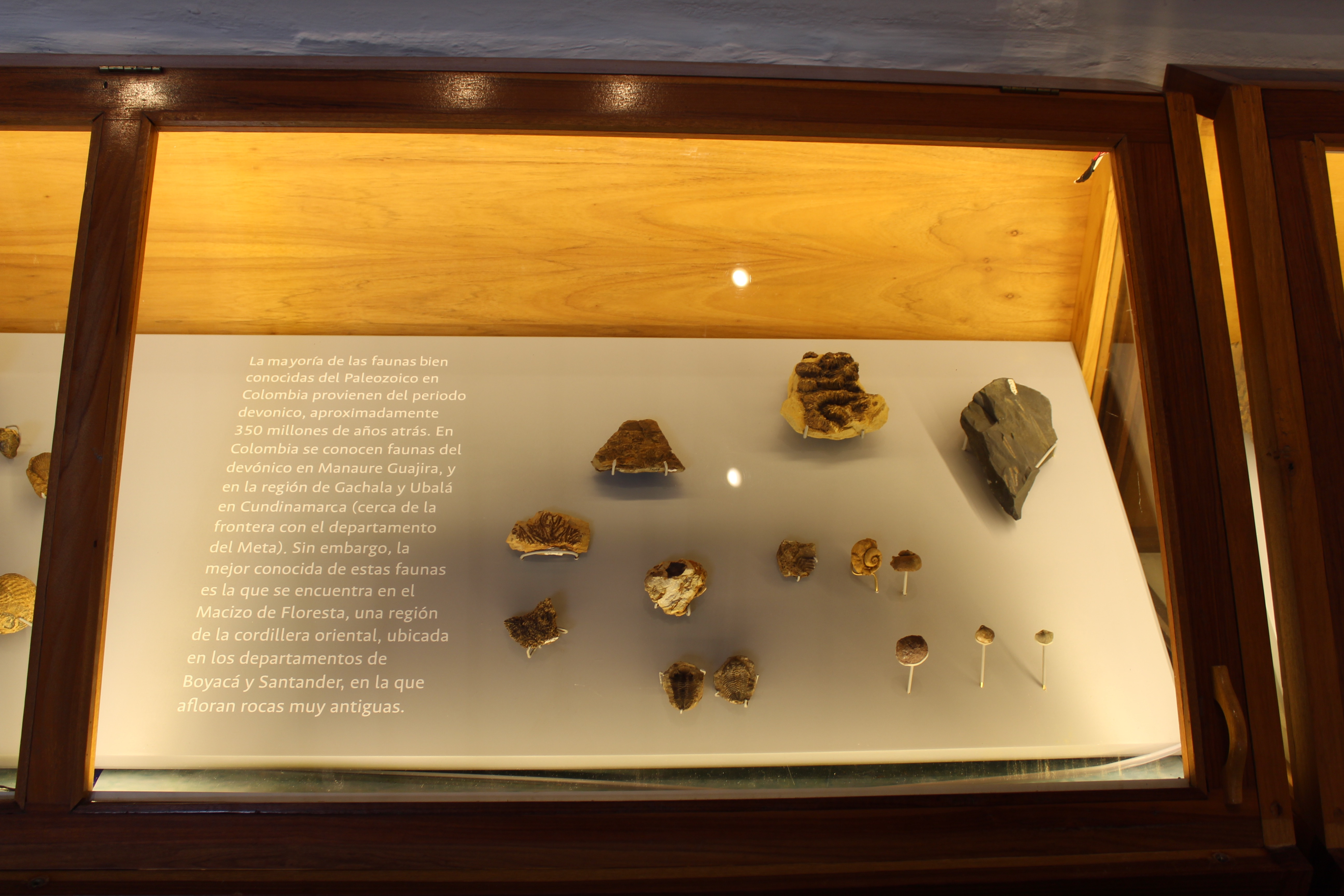
Fauna del Paleozoico encontrada en Colombia y exhibida en el museo.

El Museo tiene en exhibición más de 500 fósiles, en su mayoría hallados en el municipio de Villa de Leyva, los cuales tienen una antigüedad aproximada de 130 millones de años, correspondiente al periodo Cretácico Inferior, cuando aún no había surgido la cordillera de los Andes y el territorio se hallaba bajo el lecho marino. Los fósiles más antiguos del museo tienen un rango de edad de entre 250 y 545 millones de años, pertenecen a la era Paleozoica y fueron hallados en el departamento de Santander y en el municipio de Floresta, Boyacá. Los fósiles más recientes pertenecen al Pleistoceno, de unos 10 000 años de edad.
Los hallazgos procedentes de la era Paleozoica consisten en caparazones y exoesqueletos de organismos como graptolites, trilobites, briozoos, braquiópodos y crinoideos.
Del Mesozoico, se encuentran moluscos cefalópodos como ammonitas y Nautilus; reptiles marinos como Kyhytysuka, Monquirasaurus (antes Platypterygius y Kronosaurus, respectivamente) y Callawayasaurus. De la era Cenozoica se conserva una mandíbula de Mastodonte, de más de 10 000 años de edad.
La estructura que alberga la casa es una joya arquitectónica colonial edificada en 1570 por españoles en la época de la colonia, donde funcionada un molino de trigo y cebada conocido como el "Molino de Osada" o "Molino de Losada", que funcionaba por el impulso que generaba el cauce de la "Quebrada La Colorada". Este molino era operado por una rueda pelton que movía una gran piedra de moler de roca caliza.

## Paleojardín interactivo
En el año 2019 el museo inauguró el primer jardín paleontológico interactivo de Colombia, como parte del trabajo realizado por el biólogo Brandon Cerpa Gutiérrez, egresado de la Universidad Nacional de Colombia, y liderado por el director del museo el profesor Petter Lowy Cerón. Esta nueva apuesta está equipada con tecnología de realidad aumentada, desarrollada por Naddie AR y Museo Digital SAS. En este se encuentran 87 especies de plantas, algunas de ellas que vivieron en la era de los dinosaurios, y se muestran sus formas de reproducción y parte de su evolución histórica. 

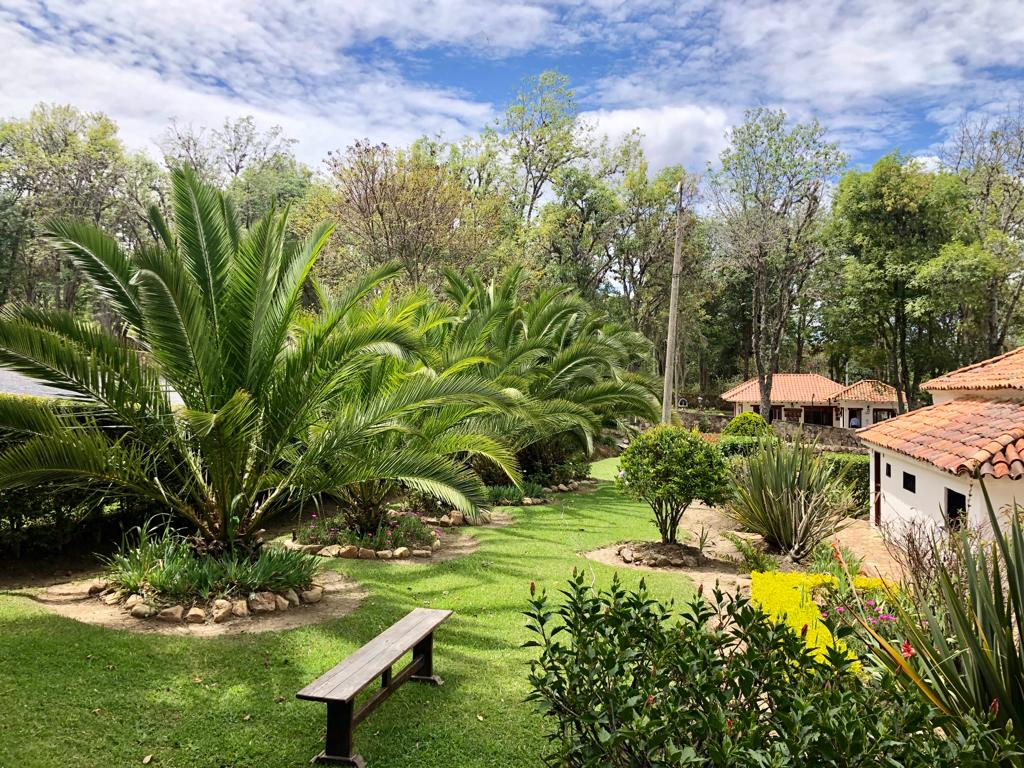
Vista general del paleojardín en el museo

El paleojardín funciona por medio de una aplicación que se debe descargar en un dispositivo móvil, llamada Naddie AR. Al escanear los letreros dispuestos a lo largo del recorrido con la cámara del dispositivo móvil, este despliega un modelado 3D que permite a los usuarios interactuar con las animaciones y obtener información científica y clara sobre la especie, como su descripción, origen, distribución, hábito, conservación y usos, entre otros. 
El recorrido se encuentra dividido en siete secciones que relatan la historia de conquista, diversificación y dominancia de las plantas a lo largo de millones de años de historia. Las secciones son: 
1. Conquista de tierra firme: Donde se encuentran especies de musgos, hepáticas, antoceros, licófitos, y algunos helechos de linajes basales como la "cola de caballo" (Equisetum giganteum) o de crecimiento arborescente como la "palma boba" (Cyathea conjugata).
2. Dominancia de las coníferas: Donde se muestran especies como la "palma funeral" (Cycas revoluta) y el pino romerón (Retrophyllum rospigliosii), además de otras especies que formaron parte de los paisajes del Mesozoico, la era de los dinosaurios y reptiles marinos de la colección de fósiles del museo. 
3. Aparición de las flores: Donde se encuentran la chirimoya (Annona cherimola), el alcanfor (Cinnamomum camphora) y la magnolia (Magnolia grandiflora).
4. Diversificación de las flores: Donde se continúa la línea cronológica en el Cenozoico y se encuentran especies como el sietecueros (Tibouchina urvilleana), el sauco (Sambucus nigra) y el chicalá (Tecoma stans).
5. Conquista de las montañas: Donde se enseña la diversidad de las plantas según el gradiente altitudinal en el que se desarrollan, y se encuentran especies de árboles Andinos como el cedro (Cedrela montana), el nogal (Juglans neotropica), el guayacán (Lafoensia acuminata) y el roble (Quercus humboldtii).

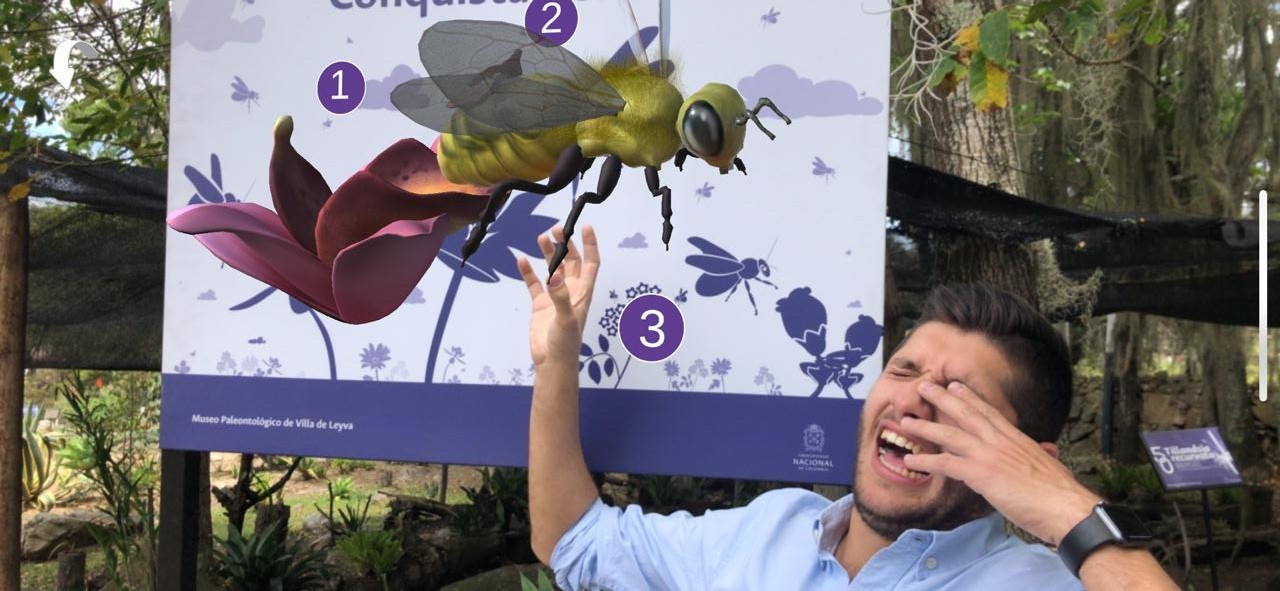
Realidad aumentada en la sección "Conquista del aire" en el paleojardín

6. Conquista del desierto: Dedicada a las adaptaciones de las plantas para vivir en extremos de aridez, radiación y temperatura. Donde se encuentran especies como el fique (Furcraea cabuya), la pitahaya (Hylocereus megalanthus) y el tuno (Opuntia ficus-indica).
7. Conquista del aire: Donde se resaltan las orquídeas y bromelias y sus adaptaciones al hábito epífito, además de las interacciones especiales con insectos y otros animales que han desarrollado.

## Instalaciones
La estructura que alberga la casa es una joya arquitectónica colonial edificada en 1570 por españoles en la época de la colonia, donde funcionada un molino de trigo y cebada conocido como el "Molino de Osada" o "Molino de Losada", que funcionaba por el impulso que generaba el cauce de la "Quebrada La Colorada". Este molino era operado por una rueda pelton que movía una gran piedra de moler de roca caliza.
El museo se encuentra ubicado a 1.5 km de la Plaza Principal de Villa de Leyva (Boyacá, Colombia) Vía Arcabuco. Cuenta con más de 441 ejemplares exhibidos y 2425 en colección, además de más de 130 especies vegetales en colección viva que reposan en los predios aledaños del museo bajo el proyecto del paleojardín interactivo.